# Streptopelia risoria
Bồ câu Barbary hay còn gọi là Bồ câu cổ khoang (Danh pháp khoa học: Streptopelia risoria) là một loài chim trong họ Bồ câu (Columbiaidae). Đây là loài bồ câu đang còn nhiều ý kiến về pháp danh khoa học. Các biến thể lông trắng của loài hay được dùng trong ảo thuật và nghi thức thả bồ câu.

## Phân loại
Mặc dù chim bồ câu Barbary thường được gán tên hệ thống riêng của nó, như Streptopelia risoria, tuy vậy, vẫn có sự nghi ngờ đáng kể về phân loại thích hợp của nó. Một số nguồn tin khẳng định rằng đó là một dạng chim bồ câu có nguồn gốc Á-Âu là loài Streptopelia decaocto, nhưng phần lớn các bằng chứng chỉ ra nó là một dạng bồ câu được thuần hóa của châu Phi là loài Streptopelia roseogrisea.
Dường như nó có thể lai tự do với một trong hai loài, và do đó tình trạng của nó là một loài phải được coi là đáng ngờ. Tuy nhiên, do sử dụng rộng rãi cả tên phổ biến và hệ thống, tốt nhất nên xem xét nó tách biệt với một trong hai loài bố mẹ giả định. Thời gian thuần hóa của chúng cũng không chắc chắn. Trong khi Linnaeus mô tả chúng vào năm 1756, chúng có thể đã được nhập khẩu vào Ý từ Bắc Phi vào cuối thế kỷ 16. 

## Đặc điểm
Chim bồ câu Barbary dễ dàng được nuôi giữ và sống lâu trong điều kiện nuôi nhốt, sống tới 12 năm. Tuy nhiên, đã có trường hợp chim bồ câu sống hơn 20 năm, và, trong một trường hợp, có những con chim bồ câu Barbary sống được 29 năm. Trong những năm gần đây, chúng đã được sử dụng rộng rãi trong nghiên cứu sinh học, đặc biệt là các cơ sở nội tiết tố của hành vi sinh sản, bởi vì trình tự tán tỉnh, giao phối và hành vi của cha mẹ đã được mô tả chính xác và rất nhất quán về mặt hình thức. Những người hâm mộ chơi loài bồ câu kiểng đã nhân giống chúng với nhiều màu sắc tuyệt vời; số lượng màu sắc có sẵn đã tăng lên đáng kể trong nửa sau của thế kỷ XX, và người ta cho rằng điều này đã được thực hiện bằng cách lai với loài Streptopelia roseogrisea.
Một số trong những con chim bồ câu mang đột biến làm cho chúng hoàn toàn trắng. Những con bồ câu Barbary trắng này được sử dụng phổ biến nhất trong các màn ảo thuật (hành vi ma thuật sân khấu). Chim bồ câu trắng theo truyền thống được phóng sinh hay thả tung bay theo truyền thống trong các nghi lễ công cộng lớn, vì nó là biểu tượng hòa bình trong một số nền văn hóa, và "phóng sinh, thả chim bồ câu" đôi khi cũng được tìm thấy trong đám cưới và đám tang. Tuy nhiên, trên thực tế, một con chim bồ câu phóng thích thường là một con chim bồ câu đơn thuần, vì chim bồ câu Barbary thiếu bản năng săn mồi và sẽ chết trong tự nhiên.
Tiếng kêu của chim bồ câu Barbary được tạo ra bởi các cơ rung động không khí được gửi lên từ phổi của loài chim bồ câu. Những cơ bắp này thuộc nhóm cơ xương sống được biết đến nhanh nhất, co bóp nhanh gấp mười lần so với cơ bắp mà động vật có xương sống sử dụng để chạy. Lớp cơ này thường được tìm thấy trong các mô tốc độ cao như đuôi rắn đuôi chuông. Chim bồ câu là Barbary loài chim đầu tiên được phát hiện có lớp cơ này. Các quần thể chim bồ câu hoang tự xác lập dễ dàng là kết quả của việc trốn thoát hoặc phóng thích khỏi nơi chúng bị giam cầm, nhưng chúng có thể sẽ hợp nhất với các quần thể chim bồ câu Á-Âu ở địa phương nếu chúng tồn tại.